# Studii (Chopin)

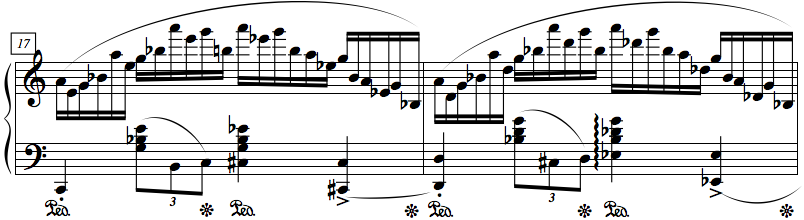
Două bare ale Étude Op. 25, No. 11 (Chopin)

Studiile de Frédéric Chopin sunt trei seturi de studii (studii solo) pentru pian publicat în anii 1830. Există douăzeci și șapte compoziții în ansamblu, cuprinzând două colecții separate de doisprezece, numărate Op.  10 și Op. 25 și un set de trei fără numărul opus.

## Istorie

### Compoziții

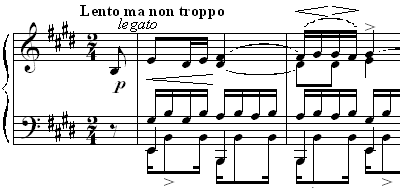
Étude în E major, Op. 10, No. 3, Tristesse

Studiile lui Chopin au format temelia pentru ceea ce era atunci un stil revoluționar de jocul pentru pian. Acestea sunt unele dintre cele mai provocatoare și mai evocatoare piese ale tuturor lucrărilor din repertoriul concertului de pian. Din acest motiv, muzica rămâne populară și deseori interpretată atât în concert, cât și în cea privată. Unele sunt atât de populare că li s-au dat porecle; cel mai popular dintre toate este Op. 10, No. 3 , uneori identificate prin numele " Tristesse " ( "Tristețe") sau "L'Adieu" ( " Adio "), precum și "Studiul Revoluționar" ( Op. 10, No. 12 ). Nu există porecle ale creației originale a lui Chopin. 
Toate cele douăzeci și șapte studii au fost publicate în timpul vieții lui Chopin; Op. 10, primul grup de doisprezece, au fost compuse între 1829 și 1832 și au fost publicate în 1833, în Franța, Germania și Anglia. Cele douăsprezece studii Op. 25 au fost compuse la diferite momente între 1832 și 1836 și au fost publicate în aceleași țări în 1837. Ultimele trei, dintr-o serie numită Méthode des méthodes de piano compilate de Ignaz Moscheles și François-Joseph Fétis , au fost compuse în 1839, fără un număr de opus atribuit. Au apărut în Germania și Franța în noiembrie 1840 și în Anglia în ianuarie 1841.  Copii însoțitoare ale acestor ediții importante, de obicei, există mai multe manuscrise dintr-o singură epistolă în mâna lui Chopin și copii suplimentare făcute de prietenul său apropiat, Jules Fontana , împreună cu edițiile lui Karol Mikuli , elevul lui Chopin. 
Primele studii ale setului Opus 10 au fost scrise când Chopin era încă în adolescență. Ele se situează alături de lucrările timpurii ale lui Felix Mendelssohn ca exemple rare de compoziții extrem de tinerești care sunt considerate atât inovatoare, cât și demne de incluziune în canonul standard. Studiile lui Chopin au ridicat forma muzicală de la exerciții pur utilitare la mari capodopere artistice. 

### Impact
Deși seturile de exerciții pentru pian au fost comune de la sfârșitul secolului al XVIII-lea ( Muzio Clementi , Johann Baptist Cramer , Ignaz Moscheles și Carl Czerny erau compozitori de cele mai semnificative), studiile lui Chopin nu numai că prezenta un set complet nou de provocări tehnice , dar au fost primele care au devenit o parte obișnuită a repertoriului de concerte. Studiile sale combină substanța muzicală și provocarea tehnică pentru a forma o formă artistică completă. Ele sunt adesea ținute în mare considerație ca produs al stăpânirii combinării celor două. Efectul său asupra contemporanilor precum Franz Liszt era evidentă, pe baza revizuirii pe care Liszt a făcut-o după seria de concerte, după întâlnirea cu Chopin. Contemporanul muzician polonez Tadeusz A. Zielinski a scris, pe op. 10, că "nu numai că au devenit o demonstrație ordonată a unui nou stil de pian și a formulelor specifice lui, dar și o înnobilare artistică a acestui stil". is style."
Studiile lui Chopin nu au nici o influență modernă. Câteva studii s-au depus în muzică populară, filme sau emisiuni de televiziune.

## Lista Studiilor

### Études Op.10
Primul set de Studii a fost publicat în 1833 (deși unele au fost scrise încă din 1829). Chopin  avea de douăzeci și trei de ani și deja cunoscut ca compozitor și pianist în saloanele din Paris, unde a dus la cunoașterea lui Franz Liszt . Ulterior, Chopin și-a dedicat întregul opus - " à mon ami Franz Liszt " (prietenului meu, Franz Liszt).
| Opus și Nume                       | Cheia         | Început | Audio |
| ---------------------------------- | ------------- | ------- | ----- |
| Étude Op. 10, No. 1 Cascada        | C major       |         |       |
| Étude Op. 10, No. 2 Cromatica      | A minor       |         |       |
| Étude Op. 10, No. 3 Trista         | E major       |         |       |
| Étude Op. 10, No. 4 Torent         | C-sharp minor |         |       |
| Étude Op. 10, No. 5 Clape negre    | G-flat major  |         |       |
| Étude Op. 10, No. 6 Jelire         | E-flat minor  |         |       |
| Étude Op. 10, No. 7 Toccata        | C major       |         |       |
| Étude Op. 10, No. 8 Răsărit        | F major       |         |       |
| Étude Op. 10, No. 9                | F minor       |         |       |
| Étude Op. 10, No. 10               | A-flat major  |         |       |
| Étude Op. 10, No. 11 Arpegiu       | E-flat major  |         |       |
| Étude Op. 10, No. 12 Revoluționara | C minor       |         |       |

### Studii Op. 25
Al doilea set de studii, a fost publicat în 1837 și dedicat amantei lui Franz Liszt, Marie d'Agoult , ale cărei motive sunt speculative.
| Opus și nume                                   | Cheia         | Început | Audio |
| ---------------------------------------------- | ------------- | ------- | ----- |
| Étude Op. 25, No. 1 Harpa Eoliană sau Păstorul | A-flat major  |         |       |
| Étude Op. 25, No. 2 Albinele                   | F minor       |         |       |
| Étude Op. 25, No. 3 Călărețul                  | F major       |         |       |
| Étude Op. 25, No. 4 Paganini                   | A minor       |         |       |
| Étude Op. 25, No. 5 Nota Greșită               | E minor       |         |       |
| Étude Op. 25, No. 6 Treimi                     | G-sharp minor |         |       |
| Étude Op. 25, No. 7 Violoncel                  | C-sharp minor |         |       |
| Étude Op. 25, No. 8]] Șesimi'                  | D-flat major  |         |       |
| Étude Op. 25, No. 9 Fluturele                  | G-flat major  |         |       |
| Étude Op. 25, No. 10 Octava                    | B minor       |         |       |
| Étude Op. 25, No. 11 Vânt de Iarnă             | A minor       |         |       |
| Étude Op. 25, No. 12 Ocean                     | C minor       |         |       |

### Trois nouvelles études
Trois nouvelles études au fost scrise în 1839 ca o contribuție la Méthode des méthodes de piano , o carte de instrucțiuni de pian de Ignaz Moscheles și François-Joseph Fétis și nu li s-a dat un număr separat de opus . În timp ce este mai puțin genial din punct de vedere tehnic decât cei din Op. 10 și 25, aceste trei studii păstrează totuși formula lui Chopin pentru echilibrul armonic și structural.
| Opus          | Cheia        | Încupt | Audio |
| ------------- | ------------ | ------ | ----- |
| Studiul Nr. 1 | F minor      |        |       |
| Studiul Nr. 2 | A-flat major |        |       |
| Studiul Nr. 3 | D-flat major |        |       |

Studiile lui Chopin sunt exigente punct de vedere tehnic, și necesită jucătorilor să aibă o experiență semnificativă cu viteza, arpegii și triluri chiar și în degete mai slabe.
Pentru toate studiile
Casella, Alfredo . F. Chopin. Studi per pianoforte . Milano: Edizioni Curci, 1946.
Cortot, Alfred . Frédéric Chopin. 12 Études, op.10 . Édition de travail des oeuvres de Chopin. Paris: Éditions Salabert, 1915.
Cortot, Alfred. Frédéric Chopin. 12 Études, op.25 . Édition de travail des oeuvres de Chopin. Paris: Éditions Salabert, 1915.
Galston, Gottfried. Studienbuch [Carte de studiu]. III. Abend (al treilea recital) (Frédéric Chopin). Berlin: Bruno Cassirer, 1910.
Pentru unele studii
Busoni, Ferruccio . Klavierübung în zehn Büchern [Tutorial de pian în zece cărți], zweite umgestaltete und bereicherte Ausgabe. Buch 8 (Variationen und Varianten nach Chopin). Leipzig: Breitkopf & Härtel, 1925.
Godowsky, Leopold . Studien über die Etüden von Chopin (Studii asupra Etudelor lui Chopin). New York: G. Schirmer Inc., 1899 (Berlin: Schlesinger'sche Buch- und Musikhandlung, 1903).
Joseffy, Rafael . Etudes pentru pian . Ediția instructivă. New York: G. Schirmer, 1901.

## Parafraze
Godowsky, Leopold . 53 Studii asupra lui Études al lui Chopin . New York: G. Schirmer Inc., 1899 (Berlin: Schlesinger'sche Buch- und Musikhandlung, 1903).
Wührer, Friedrich . Achtzehn Studien zu Frédéric Chopins Etuden [sic] [18 Studii asupra Études al lui Chopin]. În Motu Contrario [In Motion Motion].
Heidelberg: Willy Müller, Süddeutscher Musikverlag, 1958.